# التيجاني الشلي
التيجاني الشلي هو سياسي تونسي.

## السيرة الذاتية
بدأ التيجاني الشلي مساره الحكومة في حكم الرئيس الحبيب بورقيبة بتعيينه وزيرا للأشغال العمومية في حكومة الباهي الأدغم في 7 نوفمبر 1969، وأضاف إليها وزارة المواصلات في 12 يونيو 1970، قبل أن يغادر الوزارتين في 6 نوفمبر 1970، أين عين وزيرا للاقتصاد الوطني في حكومة الهادي نويرة، وبقي على رأسها قرابة السنة والنصف حتى 22 مارس 1972.

في 1973، عين مديرا لوكالة النهوض بالصناعة (اليوم هي وكالة النهوض بالاستثمارات الخارجية) ثم الوكالة العقارية الصناعية. كان هذا آخر منصب رسمي له قبل أن يؤسس شركته الخاصة في الأشغال العامة.
بعد وصول زين العابدين بن علي للحكم إثر انقلاب 7 نوفمبر 1987، عين في نفس اليوم في حكومة الهادي البكوش في منصب وزير التربية والتعليم والبحث العلمي، وبقي فيها 5 أشهر، حيث غادر الحياة السياسية نهائيا في 12 أبريل 1988، وعاد لأشغاله ومؤسسته الخاصة.